# Chaerephon major
Chaerephon major é uma espécie de morcego da família Molossidae. Pode ser encontrada na África Ocidental e no vale do rio Nilo.